# Detlef Gürth

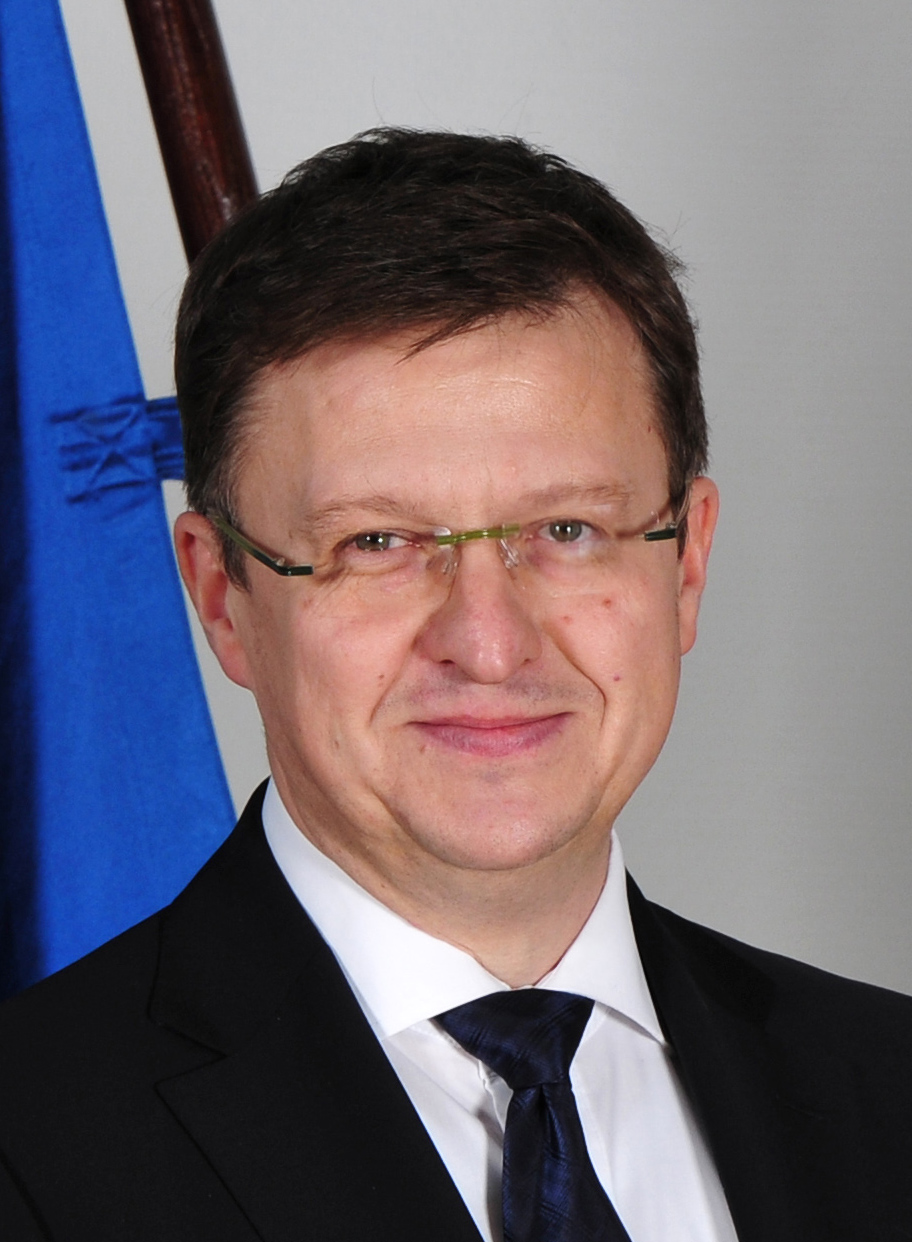
Detlef Gürth (2012)

Detlef Gürth (* 11. März 1962 in Aschersleben) ist ein deutscher Politiker (CDU, bis 1990 DDR-CDU) und seit 1990 Mitglied im Landtag von Sachsen-Anhalt. Vom 19. April 2011 bis zum 1. Dezember 2015 amtierte er als Landtagspräsident.

## Leben und Beruf
Nach der polytechnischen Oberschule absolvierte Detlef Gürth eine Ausbildung als Klempner. 1988 war er Mitarbeiter einer Kreisgeschäftsstelle der DDR-CDU. Anschließend war er Lehrausbilder. Später arbeitete er als selbstständiger Kaufmann. Er war Geschäftsführender Gesellschafter der „Gürth & Partner GbR“.
Er ist evangelisch, verheiratet und hat zwei Kinder.

## Politik / Partei
1984 wurde Gürth Mitglied der DDR-Blockpartei CDU. 1990 wurde Gürth für die Ost-CDU Mitglied der ersten frei gewählten Volkskammer und dort Mitglied in den Ausschüssen Deutsche Einheit und im Auswärtigen Ausschuss. Seit 1990 ist er für den Wahlkreis 18 (Aschersleben) Mitglied im Landtag von Sachsen-Anhalt. Er sitzt für seine Fraktion im Ausschuss für Wirtschaft und Arbeit sowie im Ältestenrat. Er ist zudem Wirtschaftspolitischer Sprecher der CDU-Fraktion. Von 2002 bis 2006 übernahm er die Aufgabe des Parlamentarischen Geschäftsführers der CDU-Landtagsfraktion.
Innerhalb seiner Partei ist er Vorsitzender der Arbeitsgemeinschaft (AG) Wirtschaft und Arbeit der CDU-Landtagsfraktion. Zudem sitzt er im Kreisvorstand und Landesvorstand der CDU.
Am 19. April 2011 wurde Gürth zum Landtagspräsidenten von Sachsen-Anhalt gewählt. Von diesem Amt trat er mit Wirkung zum 2. Dezember 2015 zurück, nachdem gegen ihn ein Ermittlungsverfahren wegen möglichen Steuervergehens eröffnet worden war. Das Verfahren wurde wegen geringen Verschuldens gegen Zahlung einer Geldstrafe eingestellt.
Nachdem ein 27-jähriger Afghane im Juni 2024 in Wolmirstedt (Sachsen-Anhalt) einen 23-jährigen Landsmann mit einem Messer erstochen und anschließend zwei Deutsche bei einer privaten EM-Party schwer verletzt hatte, veröffentlichte Detlef Gürth auf dem Kurznachrichtendienst X einen Beitrag, in welchem er die Erschießung des Täters durch die Polizei begrüßte. Außerdem schrieb er: „Wir füttern sie durch und dann ermorden sie unschuldige Menschen. Dieses Pack muss raus aus Deutschland.“
Die Landtagsabgeordnete Henriette Quade (Die Linke) erstattete daraufhin Strafanzeige wegen Volksverhetzung, woraufhin die Staatsanwaltschaft Halle ein entsprechendes Ermittlungsverfahren einleitete. Das Amtsgericht Aschersleben erließ im Anschluss einen Strafbefehl in Höhe von 90 Tagessätzen zu je 200 Euro (insgesamt 18.000 Euro) gegen Gürth. Nachdem dieser gegen den Strafbefehl Einspruch eingelegt hatte, sprach ihn das Amtsgericht in der mündlichen Verhandlung vom Tatvorwurf frei. Die Staatsanwaltschaft hat gegen diese Entscheidung Rechtsmittel eingelegt.

## Weitere Tätigkeiten
Er ist Stadtrat in Aschersleben sowie Landesvorsitzender der Mittelstands- und Wirtschaftsvereinigung (MIT). Zudem ist er Mitglied im Förderkreis Seeland und im Förderkreis zur Erhaltung der historischen Stadtbefestigungsanlagen Aschersleben e. V., Gründungsmitglied der Bürgerinitiative Friedrichshohenberg und seit 1994 Vorsitzender des Kreissportbundes Harz-Börde. Außerdem ist er einfaches Mitglied im 1. FC Aschersleben e. V.